# Ixchela simoni
Ixchela simoni là một loài nhện trong họ Pholcidae. Loài này được phát hiện ở México.